# English National Ballet

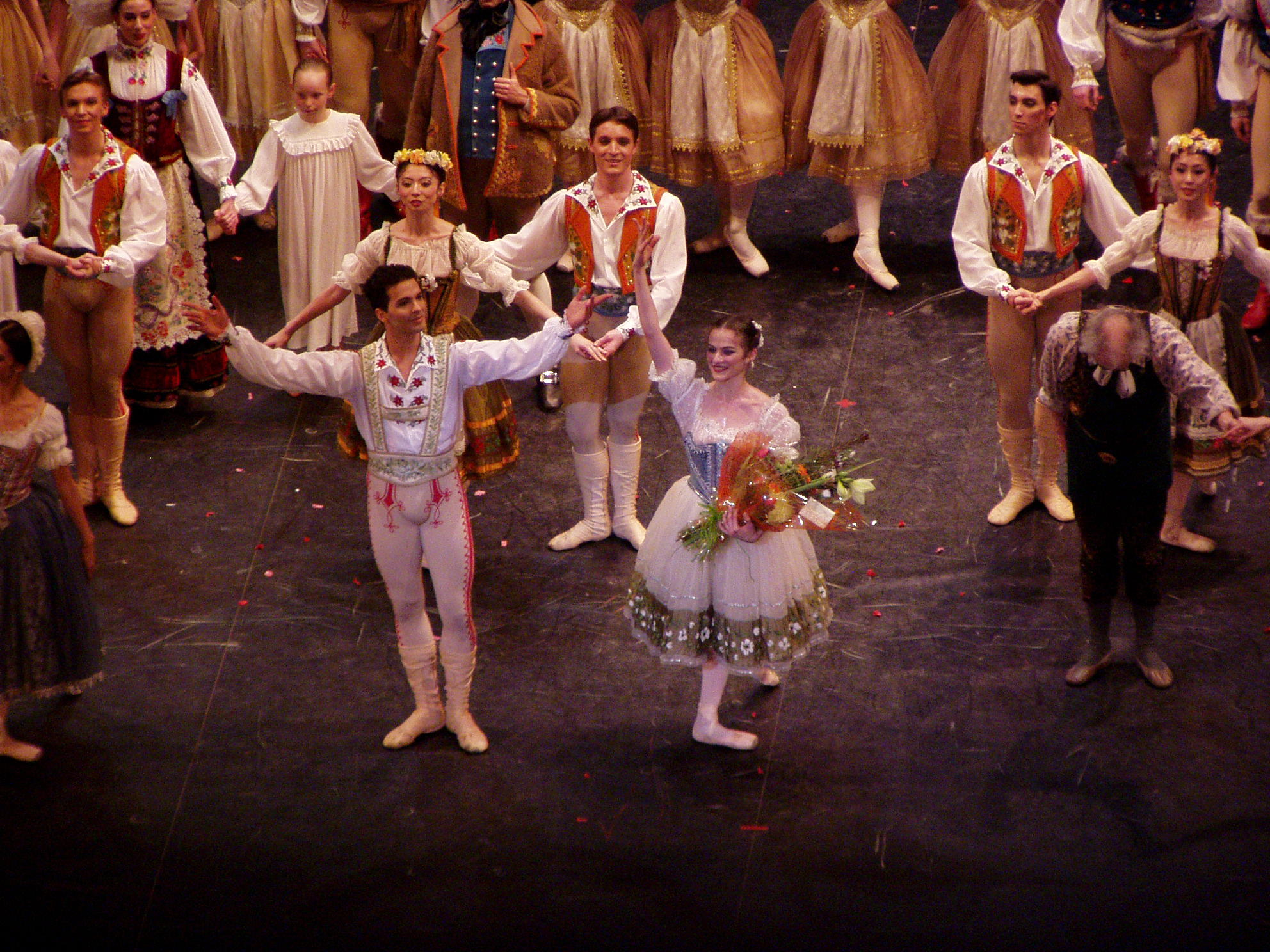
Tänzer des English National Ballet nach einer Vorstellung des Balletts Coppélia, 2008

Das English National Ballet (ENB) (ehemals The Festival Ballet, London Festival Ballet) ist eine Ballettkompanie, die 1950 von Alicia Markova und Anton Dolin gegründet wurde. Es ist eine der drei größten Kompanien Großbritanniens. Stammsitz der Kompanie ist das Markova House in South Kensington, London.

## English National Ballet School
Die English National Ballet School in London ist die offizielle Ballettschule des English National Ballet. Sie wurde 1988 gegründet und wird heute unabhängig von der Kompanie unterhalten.